# Mario Pomilio
Mario Pomilio (Orsogna, 14 de enero de 1921 - Nápoles, 3 de abril de 1990) fue un periodista, político y escritor italiano. Es conocido por sus novelas, entre las que destacan Il Quinto Evangelio (El Quinto Evangelio) e Il Natale del 1833 (Navidad de 1833).

## Biografía
Mario Pomilio obtuvo el Premio Strega (1983) por Il Natale de 1833 (Rusconi), el Premio Campiello (1965) para La compromissione, y en Francia, el Prix du Meilleur livre étranger (1977) por El Quinto Evangelio (It. Il Quinto Evangelio). De 1984 a 1989 fue diputado por la Democracia Cristiana, después de haber hecho campaña para el Partido Socialista Italiano.

## Obras
- L'uccello nella cupola, Milán, Bompiani, 1954, Premio Marzotto “opera prima”, 1954;
- Il testimone, Milán, Massimo, 1956, Premio Napoli, 1956;
- Il nuovo corso, Milán, Bompiani, 1959, Premio Napoli 1959 ex-aequo;
- La compromissione, Florencia, Vallecchi, 1965, Premio Campiello, 1965;
- Contestazione, Milán: Rizzoli
- Il cimitero cinese, Milán, Rizzoli, 1969;
- Il quinto evangelista, Milán, Rusconi, 1974, Premio Flaiano, 1974;
- Il quinto evangelio, Milán, Rusconi, 1975, Premio Napoli, 1975
- Il cane sull'Etna, frammenti d'una enciclopedia del dissesto, Milán, Rusconi, 1978;
- Scritti cristiani, Milán, Rusconi, 1979;
- La formazione critico-estetica di Pirandello, L'Aquila, M. Ferri, 1980;
- Opere saggistiche di Mario Pomilio, L'Aquila, M. Ferri, 1980;
- Il Natale del 1833, Roma, Gabriele e Mariateresa Benincasa, 1983, Premio Strega y Premio Fiuggi 1983;
- Edoardo Scarfoglio, Nápoles, Guida, 1989;
- Una lapide in via del Babuino, Milán, Rizzoli, 1991;
- Emblemi, poesie 1949-1953, Nápoles, Cronopio, 2000;
- Abruzzo la terra dei santi poveri, raccolta di scritti abruzzesi, L'Aquila, Ufficio stampa del Consiglio regionale dell'Abruzzo, 1997.